# Miłosz Waligórski
Miłosz Waligórski (ur. 1981 w Bydgoszczy) – polski tłumacz.
W latach 2010-2014 mieszkał i pracował w Nowym Sadzie jako lektor języka polskiego. Mieszka i pracuje w Bańskiej Bystrzycy. Dwukrotnie tłumaczone przez niego książki znalazły się w finale konkursu Europejski Poeta Wolności: w 2020 roku Gęsia skóra, Darko Cvijeticia i w 2024 roku Śnieg robił wszystko, żeby nie spaść Darko Cvijeticia. W 2021 roku opowiadania Sarajewskie Marlboro Miljenko Jergovicia, które przetłumaczył z Magdaleną Petryńską i Maciejem Czerwińskim zostały nominowane do Literackiej Nagrody Europy Środkowej Angelus.

## Twórczość
- 36 sposobów na pustkę 2012[6]
- 32 ślady ku 2015[6]
- Długopis 2017[6]
- Sztuka przekładu 2018[6]
- Ziele i zoo 2019 (współautor Anna Waligórska)[6]
- Wiele mieszkań 2021[6]
- Kto to widział 2016[6]
- Małe prozy 2016 ( z Anną Waligórską)[6]
- Pięć i pół kobiety 2022[7]

### Tłumaczenia
z języka węgierskiego
- Lajos Grendel Poświęcenie hetmana 2014[8]
- Lajos Grendel Dzwony Einsteina 2016[9]
- Lajos Grendel Życie w cztery tygodnie  2018
- Lajos Grendel Szajka 2020[10]
- István Kemény Programy w labiryncie 2017[8]
- Ferenc Molnár Chłopcy z Ulicy Pawła 2024[11]

słowackiego
- Andrej Bán Słoń na Zemplinie 2019[2]
- Peter Balko Wtedy w Loszoncu 2019[12]
- Peter Balko Wyspa Ø 2022[13]
- Víťo Staviarsky Kiwader i inne opowieści 2011 (z Izą Zając)[8]
- Daniela Kapitáňova Samka Tale księga o cmentarzu 2015[8]
- Maroš Krajňak Entropia 2015[8]

z języków południowosłowiańskich (serbskiego, serbsko-chorwackiego)
- Dževad Karahasan Doniesienia z krainy ciemności 2014[8]
- Miljenko Jergović Drugi pocałunek Gity Danon 2016[8]
- Miljenko Jergović Nadprzyrodzony wyraz jego rąk  2022[14]
- Jelena Lengold Jarmarczny kuglarz 2016[1]
- Darko Cvijetić Gęsia skóra 2019[3]
- Darko Cvijetić Śnieg robił wszystko, żeby nie spaść 2023[4]
- Oto Horvat Sabo się zatrzymał (Sabo je stao) 2019[15]
- Dejan Aleksić Jak to powiedzieć 2019[9]
- Ana Ristović Śmieci z kosmosu (Meteorski otpad) 2020[16]
- Tanja Stupar-Trifunović Zegary w pokoju matki (Satovi u majčinoj sobi) 2021[17]
- Maja Urban Statua wolności 2022[18]

łotewskiego
- Māris Salējs Przez sekundę w sferze wiersza 2023[19]

## Nagrody
- 2015: Nagroda im. Adama Włodka[20][21]
- 2018: Bydgoska Nagroda Literacka „Strzała Łuczniczki” za tom Długopis[8]
- 2022: Nagroda „Literatury na Świecie” za przekład z języka słowackiego powieści Petera Balko „Wyspa Ø”[22]
- 2025: laureat IV Edycji Konkursu Rezydencji literackich Fundacji Wisławy Szymborskiej[23]